# Naissance en 1440
Naissance
- 1436
- 1437
- 1438
- 1439
- 1440
- 1441
- 1442
- 1443
- 1444

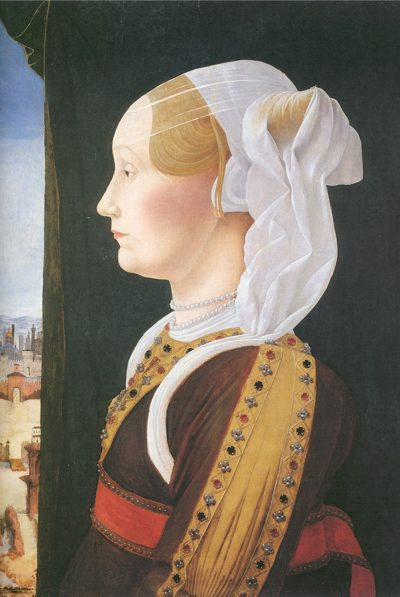
Ginevra Sforza, née en 1440.

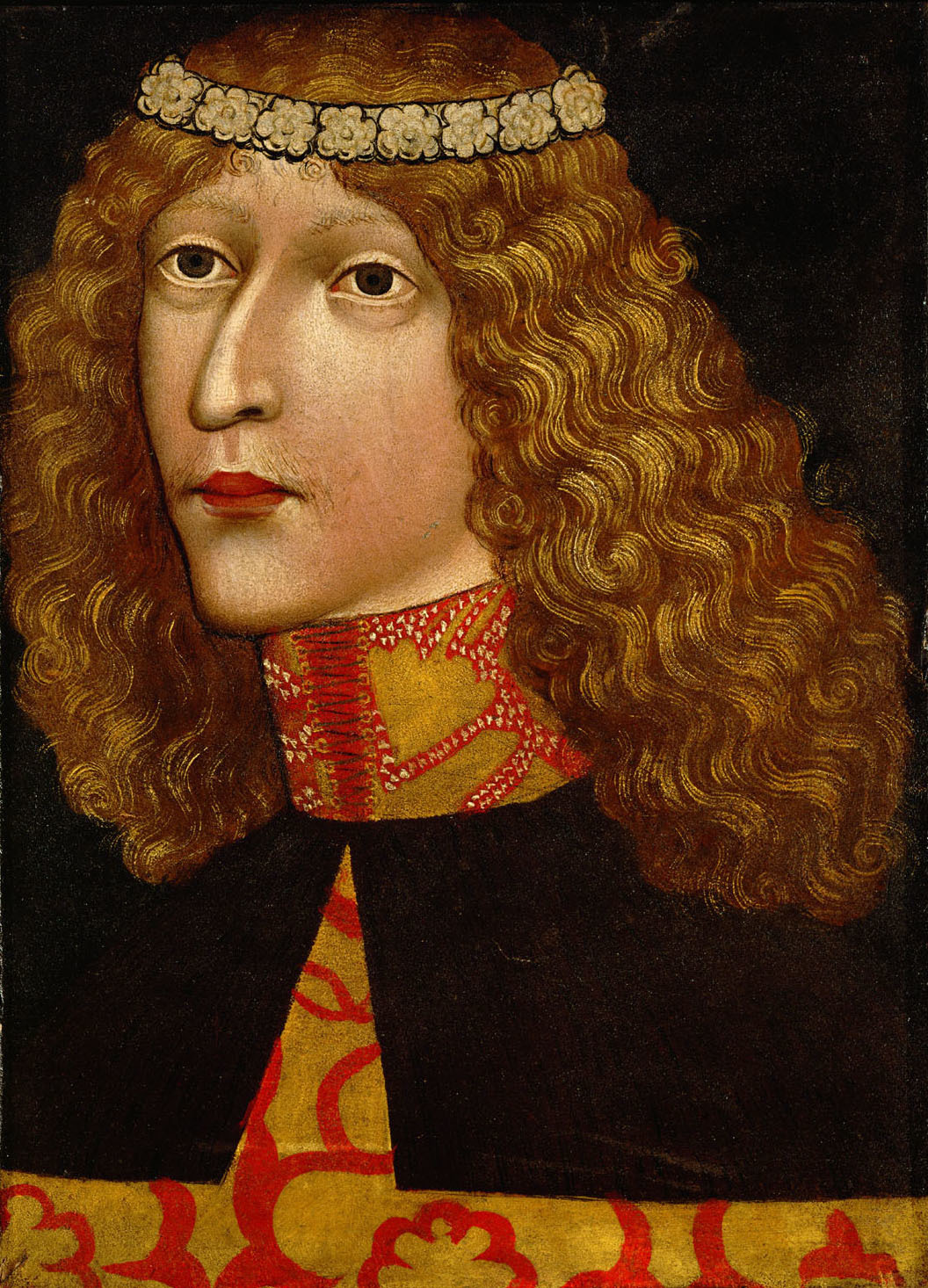
Ladislas Ier de Bohême, né en 1440.

Cette page dresse une liste de personnalités nées au cours de l'année 1440  :
- 22 janvier : Ivan III, grand-prince de Moscou et de toute la Russie.
- 25 janvier : Bartolomé Ramos de Pareja, mathématicien, théoricien de la musique et compositeur espagnol († vers 1522).
- 13 février : Hartmann Schedel, médecin allemand, connu notamment comme humaniste et pour avoir écrit l'incunable : La Chronique de Nuremberg.
- 22 février : Ladislas Ier de Bohême, archiduc d'Autriche, roi de Bohême sous le nom de Ladislas Ier, et de Hongrie sous le nom de Ladislas V.
- 6 septembre : Albrecht von Pfalz-Mosbach, prince-évêque de Strasbourg.
- 8 septembre : Janus de Savoie, ou de Genève, comte apanagiste de Genevois, baron de Faucigny et de Beaufort.
- 15 octobre : Henri III de Hesse, landgrave de Haute-Hesse.
- 14 novembre : Joseph de Volok, higoumène du Monastère Saint-Joseph de Volokolamsk qu'il fonde en 1479.
- Date inconnue :
  - Alain d'Albret, dit le Grand, 16e seigneur d'Albret, vicomte de Tartas, 2e comte de Gavre, comte de Dreux et comte de Castres.
  - Giusto d'Andrea, peintre italien de l'école florentine.
  - Robert de Balsac[1], sénéchal d'Agenais, seigneur de Clermont-Dessus, de Dunes et du quart d'Astaffort, gouverneur de Pise, puis de nouveau sénéchal d'Agenais, capitaine de Tournon et Penne d'Agenais.
  - Georges de Challant, noble valdôtain et mécène local de la Renaissance.
  - Bernardin de Clermont, vicomte de Tallard, seigneur de Saint André de Royans, de Montrevel, de la Bastie, de Paladru, de Virieu, de Selles sur Cher, de Laignes, d'Ancy-le-Franc, de Chassignelles, de Ravières.
  - Léonard de Goritz, dernier comte de Goritz et stathouder de Lienz.
  - Louise de Laval,  noble, fille de Guy XIV de Laval et d'Isabelle de Bretagne.
  - Maria de Médicis, fille naturelle de Piero de' Medicis dit Pierre le Gouteux.
  - Gilles De Smedt, carme flamand, auteur d'écrits spirituels.
  - Jacques de Trivulce, marquis de Vigevano.
  - Pedro de Vera, militaire espagnol, conquérant des îles Canaries.
  - Domenico del Tasso, sculpteur sur bois, artiste italien.
  - Fiorenzo di Lorenzo, peintre italien de la Renaissance, peut-être le premier maître du Pérugin.
  - Raimondo Epifanio, peintre italien de l'école napolitaine.
  - Rueland Frueauf l'Ancien, peintre autrichien de compositions religieuses, portraits et fresques du gothique tardif.
  - David Lindsay, 5e comte de Crawford et 1er duc de Montrose.
  - Jorge Manrique, poète espagnol, auteur des Stances sur la mort de son père.
  - Pino III Ordelaffi, noble italien.
  - Niccolò Pandolfini, cardinal italien.
  - Ginevra Sforza, noble italienne  de l'aristocratie bolonaise.
  - Sten Sture le Vieil, homme d'État suédois, et vice-roi de la Suède.
  - Bernardo Tesauro, peintre italien de la Renaissance et de l'école napolitaine.
  - Hino Tomiko, épouse officielle d'Ashikaga Yoshimasa, 8e shogun du shogunat Ashikaga et mère d'Ashikaga Yoshihisa, le 9e shogun.
  - Hugo van der Goes, peintre flamand des Pays-Bas bourguignons.
  - Melchior von Meckau, cardinal allemand.
  - Johann von Tiefen, 35e Grand maître de l'ordre Teutonique.

- Date incertaine (vers 1440) :
  - Derick Baegert, peintre allemand († vers 1515).
  - Matteo Maria Boiardo, poète et homme politique italien.
  - Abraham de Balmes, rabbin, médecin, traducteur et grammairien italien.
  - Jorge Manrique, poète espagnol.
  - Albertus Pictor, peintre suédois († 1509).

## Crédit d'auteurs
- Cet article est partiellement ou en totalité issu de l'article intitulé « 1440 » (voir la liste des auteurs).